# تصوير الدماغ بالرنين المغناطيسي
تتضمن تقنية التصوير بالرنين المغناطيسي للدماغ استخدام التصوير بالرنين المغناطيسي (MRI) لإنتاج صور عالية الجودة ثنائية أو ثلاثية الأبعاد للدماغ وجذع الدماغ والمخيخ دون إشعاعات مؤينة (أشعة سينية) أو قائفة مشعة.

## التاريخ
تم الحصول على أول صور الرنين المغناطيسي للدماغ البشري في عام 1978 من قبل مجموعتين من الباحثين في مختبرات EMI بقيادة إيان روبرت يونج وهيو كلو. في عام 1986، طور تشارلز إل دومولين وهوارد آر هارت في شركة جنرال إلكتريك تصوير الأوعية الدموية بالرنين المغناطيسي، وحصل دينيس لو بيهان على أولى الصور ثم حصل على براءة اختراع التصوير بالرنين المغناطيسي الانتشاري. في عام 1988، أظهر أرنو فيلرينجر وزملاؤه أنه يمكن استخدام عوامل التباين الحساسة في التصوير بالرنين المغناطيسي للتروية. في عام 1990، أدرك سيجي أوغاوا في مختبرات AT&T Bell أن الدم الخالي من الأكسجين مع dHb ينجذب إلى مجال مغناطيسي، واكتشف التقنية التي تقوم عليها التصوير بالرنين المغناطيسي الوظيفي (fMRI).
خوذة "جيدي"، معروضة في متحف العلوم:الطب:معارض ويلكوم

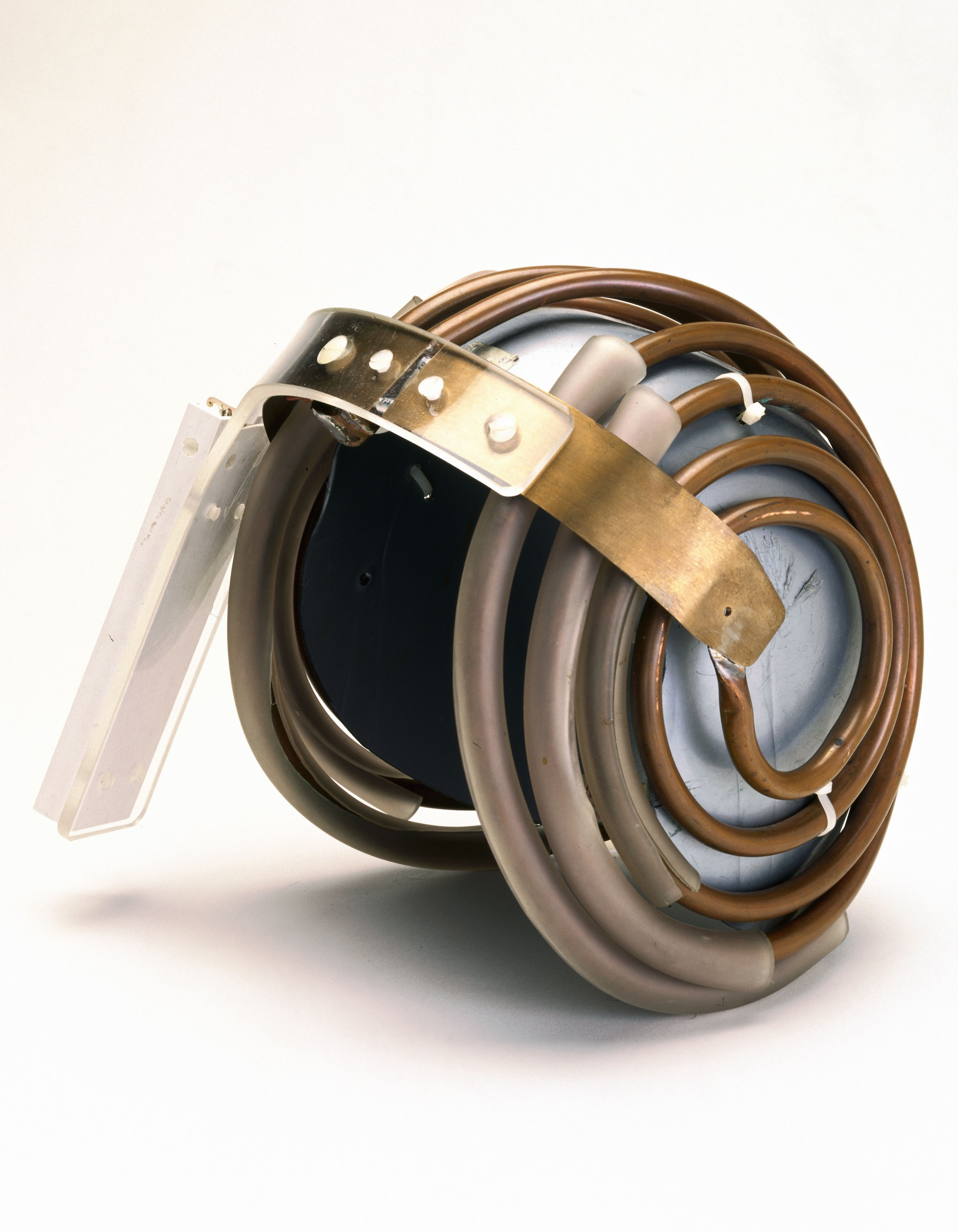
خوذة "جيداي" معروضة في متحف العلوم:الطب:معارض ويلكوم.

في أوائل الثمانينيات وحتى أوائل التسعينيات، كان الأطفال يرتدون أحيانًا خوذات "جيدي"، المستوحاة من فيلم "عودة الجيداي" من سلسلة حرب النجوم، من أجل الحصول على جودة صورة جيدة. تم استخدام الملفات النحاسية للخوذة كهوائي لاسلكي للكشف عن الإشارات بينما شجعت جمعية "جيدي" الأطفال على ارتداء الخوذ وعدم الخوف من الإجراء. لم تعد هناك حاجة إلى هذه الخوذات مع تحسن أجهزة التصوير بالرنين المغناطيسي.
في أوائل التسعينيات، طور بيتر باسر ولي بيهان، اللذان يعملان في المعاهد الوطنية للصحة، وآرون فيلر وفرانكلين هاو وزملاؤهما، التصوير الموتر الانتشاري (DTI). وصف جوزيف هاجنال ويونج وجرايم بايدر استخدام تسلسل نبضات FLAIR لإظهار مناطق الإشارة العالية في المادة البيضاء الطبيعية في عام 1992. في نفس العام، طور جون ديتر، وآلان ب. كوريتسكي وزملاؤهما وسم الدوران الشرياني. في عام 1997، طور يورجن ر. رايشنباخ، وإي. مارك هاك وزملاؤهما في جامعة واشنطن في سانت لويس التصوير الرنين المغناطيسي الموزنة بقابلية التمغنط.
نُشرت أول دراسة للدماغ البشري عند 3.0 تيسلا في عام 1994، وفي عام 1998 عند 8 تيسلا. أجريت دراسات على الدماغ البشري عند 9.4 تيسلا (2006) وحتى 10.5 تيسلا (2019).
حصل بول لاوتربر وبيتر مانسفيلد على جائزة نوبل في الفسيولوجيا أو الطب عام 2003 لاكتشافاتهما المتعلقة بالتصوير بالرنين المغناطيسي.
يُظهر هذا التصوير بالرنين المغناطيسي المرجح بـ T2 (السائل الدماغي الشوكي الأبيض) دماغًا طبيعيًا على مستوى البطينين الجانبيين.
الرقم القياسي لأعلى دقة مكانية لدماغ كامل سليم (بعد الوفاة) هو 100 ميكرون، من مستشفى ماساتشوستس العام. وقد نُشرت البيانات في مجلة Scientific Data في 30 أكتوبر 2019.

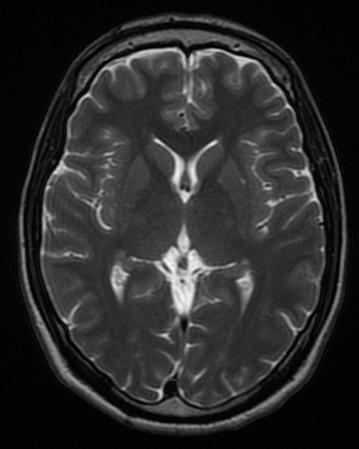
يظهر هذا الفحص بالرنين المغناطيسي المحوري المرجح T2 (CSF الأبيض) دماغًا طبيعيًا على مستوى البطينين الجانبيين.

## التطبيقات
من بين مزايا التصوير بالرنين المغناطيسي للدماغ مقارنة بالتصوير المقطعي المحوسب للرأس هو التباين الأفضل للأنسجة، كما أن به عددًا أقل من القطع الأثرية مقارنة بالتصوير المقطعي المحوسب عند عرض جذع الدماغ. كما أن التصوير بالرنين المغناطيسي متفوق في تصوير الغدة النخامية. ومع ذلك، قد يكون أقل فعالية في تحديد التهاب الدماغ المبكر.
في حالة الارتجاج، يجب تجنب التصوير بالرنين المغناطيسي ما لم تكن هناك أعراض عصبية تقدمية أو نتائج عصبية بؤرية أو مخاوف من كسر الجمجمة أثناء الفحص. في تحليل الارتجاج، يمكن إجراء قياسات التباين الكسري، والانتشار المتوسط، وتدفق الدم الدماغي، والاتصال الشامل لمراقبة الآليات المرضية الفسيولوجية التي تحدث أثناء التعافي.
في تحليل دماغ الجنين، يوفر التصوير بالرنين المغناطيسي معلومات أكثر عن الدوران من الموجات فوق الصوتية.
التصوير بالرنين المغناطيسي حساس للكشف عن خراج الدماغ.
يمكن استخدام عدد من طرق التصوير أو التسلسلات المختلفة مع تصوير الجهاز العصبي:
الصور المرجحة بـ T1 (T1W): يكون السائل النخاعي داكنًا. الصور المرجحة بـ T1 مفيدة لتصور التشريح الطبيعي.
الصور المرجحة بـ T2 (T2W): يكون السائل النخاعي فاتحًا، ولكن الدهون (وبالتالي المادة البيضاء) أغمق من الصور المرجحة بـ T1. الصور المرجحة بـ T2 مفيدة لتصور علم الأمراض.
الصور المرجحة بالانتشار (DWI): تستخدم DWI انتشار جزيئات الماء لتوليد التباين في صور الرنين المغناطيسي.
صور كثافة البروتون (PD): يحتوي السائل النخاعي على مستوى مرتفع نسبيًا من البروتونات، مما يجعل السائل النخاعي يبدو ساطعًا. المادة الرمادية أكثر سطوعًا من المادة البيضاء.
استعادة السائل الموهن بالانقلاب (FLAIR): مفيد لتقييم لويحات المادة البيضاء بالقرب من البطينين. وهو مفيد في تحديد إزالة الميالين.

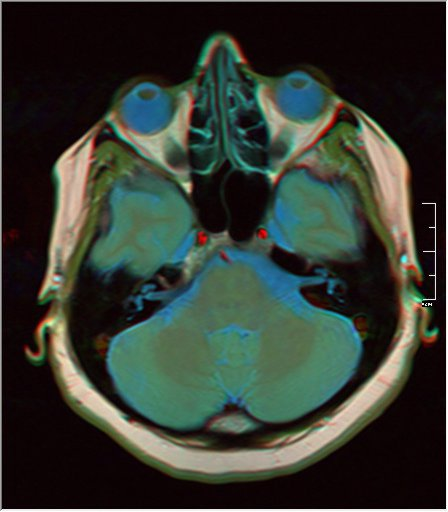
تصوير بالرنين المغناطيسي بالألوان الزائفة عن طريق تطبيق اللون الأحمر على T1، والأخضر على PD، والأزرق على T2. انقر هنا للتمرير عبر المجموعة، وللمزيد من وصف الألوان.

## الاستخدام التشخيصي
يستخدم التصوير بالرنين المغناطيسي للدماغ والرأس في تشخيصات متعددة، بما في ذلك تحديد تمدد الأوعية الدموية والسكتات الدماغية والأورام وإصابات الدماغ الأخرى. في العديد من الأمراض، مثل مرض باركنسون أو الزهايمر، يكون التصوير بالرنين المغناطيسي مفيدًا للمساعدة في التشخيص التفريقي ضد أمراض أخرى. فيما يتعلق بموضوع التشخيص، تم استخدام بيانات التصوير بالرنين المغناطيسي مع شبكات التعلم العميق لتحديد أورام المخ.

## معرض الصور

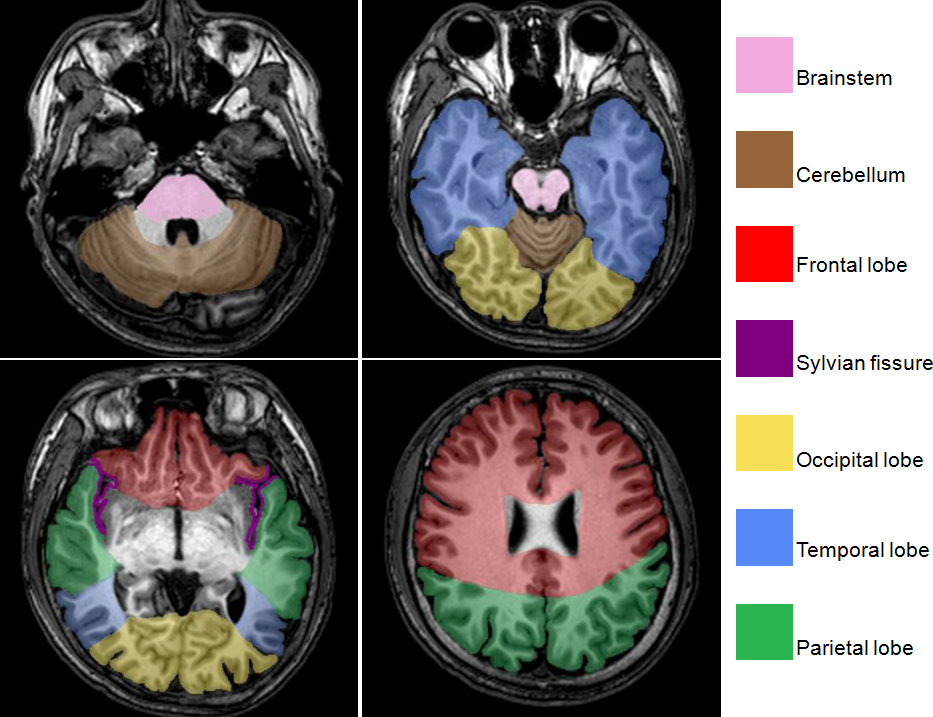
مناطق الدماغ في التصوير بالرنين المغناطيسي T1.
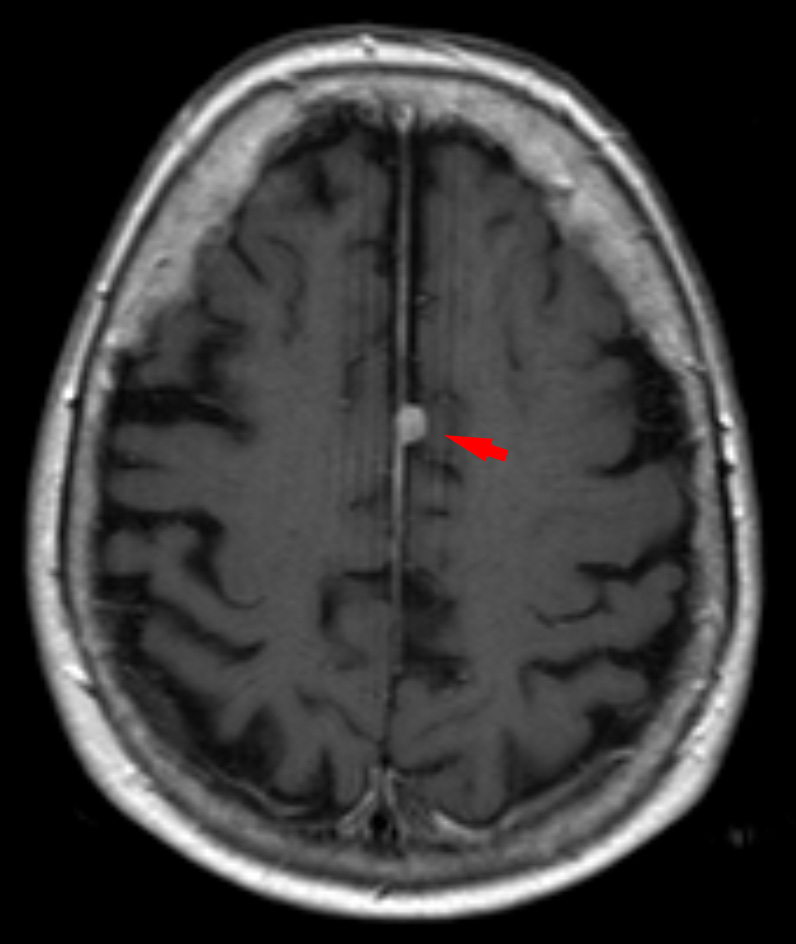
T1 (لاحظ أن السائل الدماغي الشوكي داكن) مع التباين (سهم يشير إلى ورم سحائي في المنجل).
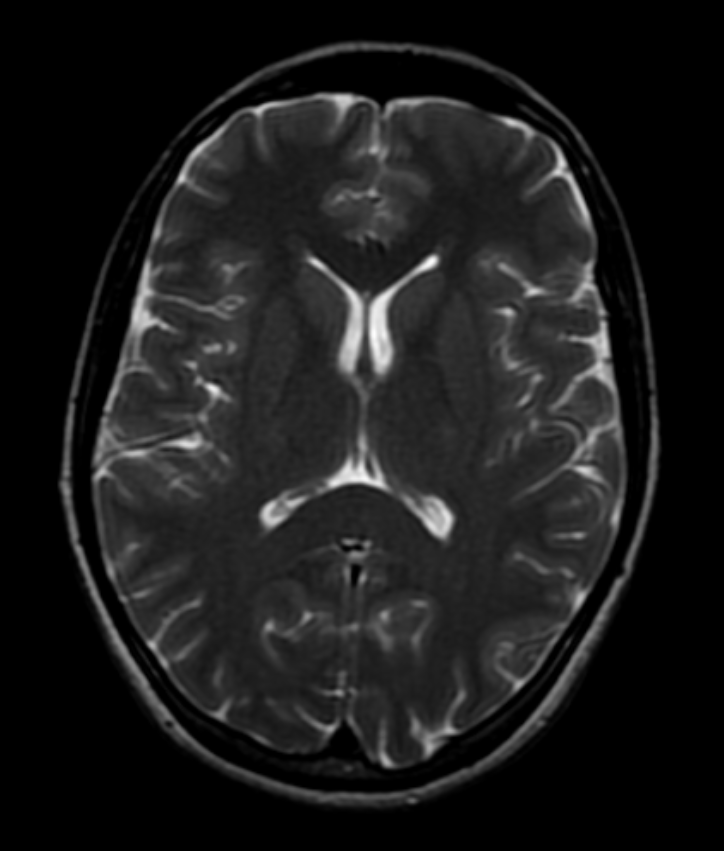
صورة رنين مغناطيسي طبيعية للدماغ مرجحة بـ T2
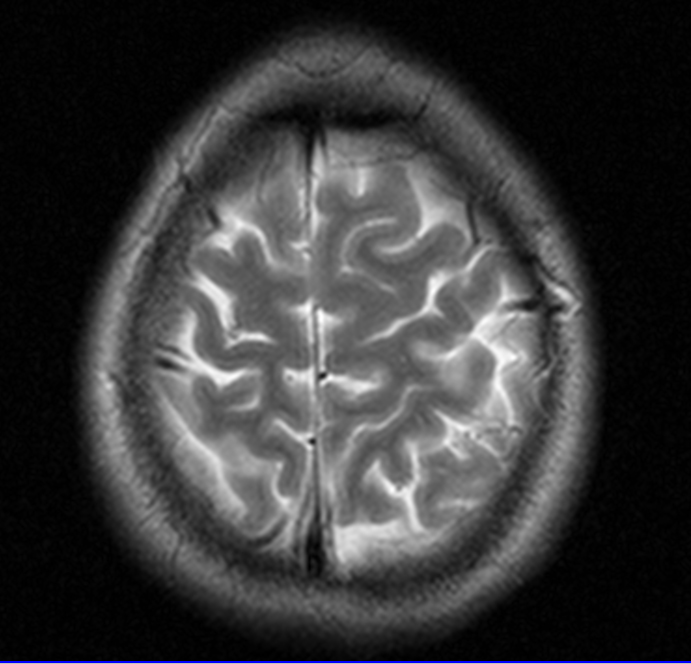
صورة الرنين المغناطيسي لسطح الدماغ.